# Gioco di donna
Gioco di donna (Head in the Clouds) è un film del 2004 diretto da John Duigan.

## Trama
Gilda è una donna anticonformista, che crede in due cose: che bisogna vivere la vita al massimo e che la vita è tutta predeterminata dal destino. Conosce Guy in circostanze fortuite. Si ritrovano e fanno l'amore; dopo qualche settimana Gilda va a trovare Guy per dirgli che vuole abbandonare questa vita e che viaggerà per un po', nei primi periodi lei manderà a lui delle cartoline, per poi non scrivergli più. Fin quando trovata una sua dimensione gli invia una cartolina chiedendogli di andarla a trovare a Parigi dove lei, diventata fotografa, tiene una prima personale.
A breve Guy si trasferisce a casa di Gilda e della sua amica spagnola Mia, sfuggita dalla Spagna in guerra per poter diventare infermiera dopo che il suo sogno di diventare ballerina è svanito a causa di una ferita. A Parigi i tre vivono felici, ma l'aggravarsi della guerra spinge Guy e Mia a partire come volontari: Gilda rimasta sola si sente tradita. In Spagna Mia presta servizio come infermiera, Guy come combattente repubblicano, si incontrano solo una volta e poco dopo Mia rimane uccisa in un'esplosione.
Persa la guerra, Guy torna a Parigi, ma Gilda non vuole più rivederlo, torna quindi in Inghilterra fino allo scoppio della Seconda guerra mondiale, quando torna in Francia come parte del reparto spionistico della Resistenza francese. A Parigi Guy scopre che Gilda è diventata l'amante di molti ufficiali nazisti. Nonostante facciano l'amore, Gilda sostiene che Guy non fa più parte della sua vita. Ma ne è ancora innamorata e quando questi starà per cadere in una trappola della Gestapo lo salva, grazie alle informazioni a cui ha accesso tramite il suo amante tedesco. Gilda in realtà dall'inizio della guerra passa informazioni agli alleati, ma ciò non la salva: dopo che i partigiani uccideranno l'ufficiale nazista Franz Bietrich, suo amante, viene imprigionata e uccisa per tradimento mentre Guy la cerca per le strade di Parigi, appena liberata dai nazisti e nella loro casa, ormai semidistrutta.

## Curiosità
- La canzone della scena iniziale del film, Parlez-moi D'Amour di Lucienne Boyer, è la stessa della scena finale del film Henry & June.
- Il motivo per cui Mia non realizza il suo sogno di bambina, quello di diventare ballerina, è lo stesso per cui la Theron non ha potuto fare appunto la ballerina, ovvero un infortunio da bambina.
- Il personaggio di Gilda presenta molte affinità con la pittrice  Tamara de Lempicka. Nel film stesso sono molti i quadri ispirati allo stile dell'artista polacca.
- Una delle canzoni della colonna sonora, My Girl‘s Pussy, è cantata dal regista del film, John Duigan. È cantata durante la festa a casa del professor Julian Elsworth, quando Guy, visibilmente ubriaco, parla con una delle donne presenti alla festa.